# Kleiner Igeltenrek
Der Kleine Igeltenrek (Echinops telfairi), auch Kleiner Igeltanrek oder Telfairs Igeltanrek, ist eine Säugetierart aus der Familie der Tenreks (Tenrecidae). Er bewohnt die trockenen Wälder, Buschgebiete sowie Graslandschaften im westlichen und südlichen Madagaskar und kommt zudem in vom Menschen überprägten Landschaften vor. Sowohl der wissenschaftliche Gattungs- als auch der deutsche Trivialname verweisen auf die äußerlichen Ähnlichkeiten zu Igeln, was durch den rundlichen Körperbau, die spitze Schnauze und das stachelige Haarkleid hervorgerufen wird. Allerdings erreichen die Tiere nur die Hälfte der Größe eines europäischen Igels, auch die relative Hochbeinigkeit ist ein markanter Unterschied. Die Färbung des Fells ist variantenreich. Ein besonders auffälliges Merkmal findet sich im Gebissaufbau, da der Kleine Igeltenrek das am stärksten reduzierte Gebiss innerhalb der Tenreks aufweist.
Im Gegensatz zu Igeln ist der Kleine Igeltenrek an ein Leben in Bäumen angepasst und kann mit seinen kurzen, stark gebogenen Krallen und greiffähigen Händen und Füßen sehr gut im Geäst klettern. Er nutzt Baumhöhlen oder abgestorbene Bäume als Ruheplätze und ist überwiegend nachtaktiv. Zur Orientierung nutzt er eine einfache Echoortung. Die Hauptnahrung umfasst Insekten und andere Wirbellose, manchmal auch kleinere Wirbeltiere. Die Tiere sind auf das Überleben in den trockenen Landschaften spezialisiert, sie beziehen einen Großteil des Flüssigkeitsbedarfs aus der Nahrung und sind befähigt Urin anzureichern, zudem ist die Körpertemperatur instabil und passt sich der Außentemperatur an. In der trockenen und kühlen Jahreszeit, wenn das Nahrungsangebot zurückgeht, fallen sie in einen Starrezustand (Torpor). Die Fortpflanzung findet in der wärmeren und feuchteren Jahreszeit statt, ein Wurf besteht aus bis zu zehn Jungen, deren Individualentwicklung recht schnell verläuft. Mit Ausnahme von Muttertieren mit ihrem Nachwuchs tritt der Kleine Igeltenrek überwiegend allein auf.
Die Erstbeschreibung des Kleinen Igeltenreks erfolgte im Jahr 1838. In den darauf folgenden rund einhundert Jahren wurde mehrfach der eigenständige Gattungs-, teilweise auch der Artstatus angezweifelt. Es konnten aber zahlreiche Merkmale herausgearbeitet werden, die den Kleinen Igeltenrek von seiner Schwesterart, dem Großen Igeltenrek, unterscheiden. Er ist in seinem Bestand nicht gefährdet.

## Merkmale

### Habitus

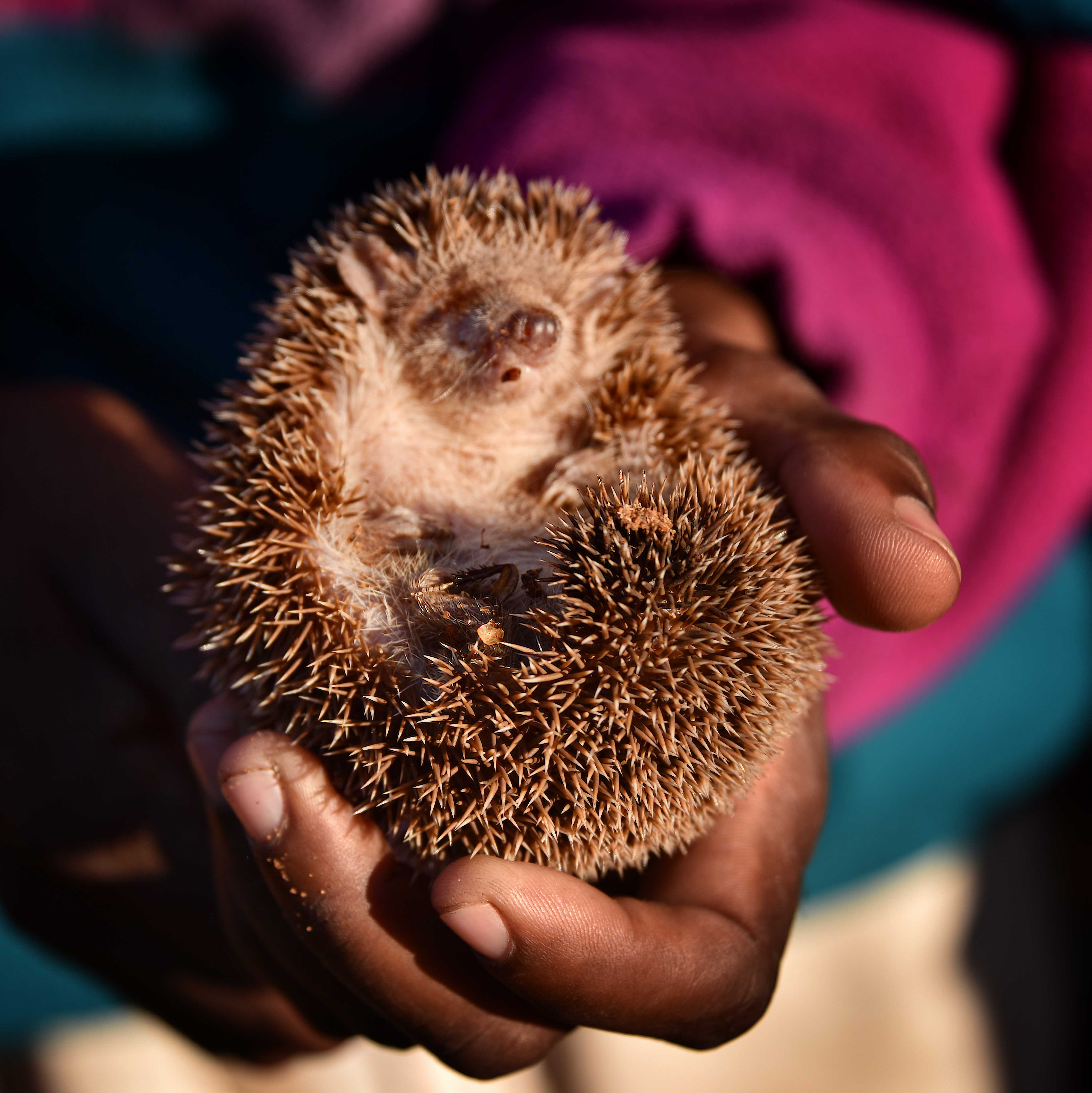
Größenvergleich mit menschlicher Hand

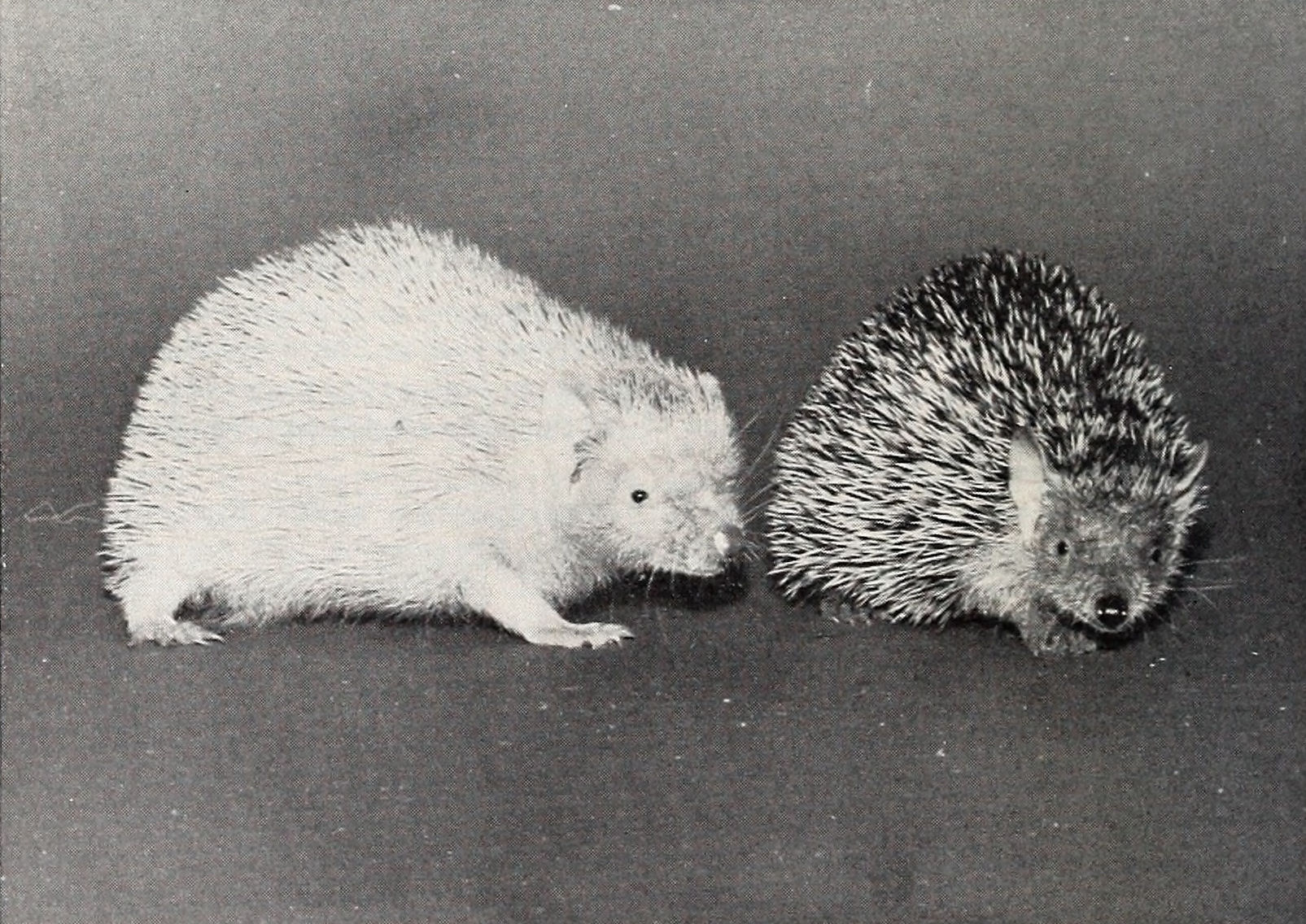
Helle (albinotische) und dunkle Farbvariation

Der Kleine Igeltenrek ist ein mittelgroßer Vertreter der Tenreks und wird durchschnittlich etwas kleiner als der Große Igeltenrek (Setifer setosus), beide Arten sehen sich äußerlich aber ähnlich. Die Gesamtlänge variiert von 14 bis 18 cm, der Schwanz ist ein nur 10 bis 13 mm langer Stummel. Das Körpergewicht schwankt je nach Konstitution des Individuums zwischen 110 und 250 g, durchschnittlich sind es 140 g. Ein auffälliger Geschlechtsdimorphismus ist nicht ausgeprägt, Männchen scheinen aber einen breiteren Kopf mit einem größeren Augenabstand zu haben. Allgemein auffällig ist der kompakte, rundliche und damit igelähnliche Körperbau, der Kleine Igeltenrek erreicht aber nur die Hälfte der Größe des europäischen Braunbrustigels. Den Rücken einschließlich des Schwanzes bedeckt ein dichtes Stachelkleid, dessen Färbung sehr variantenreich ist. Es kommen Individuen mit fahlgrauer bis schiefergrauer und dunkelgrauer Tönung vor, ebenso wie nahezu weiße (albinotische) Tiere. Die Stacheln haben schwarze oder rote Schäfte sowie schwarze und weiße Spitzen. Sie können wie bei den Igeln aufgerichtet werden, sind mit 10 bis 12 mm Länge jedoch deutlich kürzer als bei diesen. Das Gesicht, die Unterseite und die Beine sind mit weichem, kurzhaarigem Fell von weißgrauer Farbgebung bedeckt. Die Schnauze ist lang und spitz, die Ohren sind mit 25 mm Länge relativ groß. Die markanten Vibrissen werden etwas kürzer als beim Großen Igeltenrek. Die Gliedmaßen erscheinen eher langgestreckt, sie enden vorn und hinten in jeweils fünf Finger beziehungsweise Zehen, die mit Krallen ausgestattet sind. Deren Länge beträgt vorn 3, hinten rund 4 mm. Der jeweils innere und äußere Strahl ist in seiner Länge reduziert. Die Hinterfußlänge liegt bei 20 mm. Die Weibchen besitzen insgesamt 6 Paare an Zitzen.

### Schädel- und Gebissmerkmale
Ein vermessener Schädel war 34,1 mm lang und am Jochbogen 16,7 mm breit. Die kürzeste Schädelbreite findet sich im Bereich der Augen und betrug 9,1 mm. Insgesamt ist der Schädel relativ kurz, sowohl am Rostrum als auch an der Hirnkapsel. Ersteres zeigt sich zudem als breit und tief. Die Zwischenaugenregion ist stark verlängert. In Seitenansicht verläuft die Stirnlinie im Gegensatz zum Großen Igeltenrek kaum gewölbt. Auch besitzen die Stirnbeine keine Aufblähungen. Der Jochbogen ist wie bei allen Tenreks nicht vollständig ausgebildet. Am Hinterhauptsbein sind kräftige Knochenwülste als Muskelansatzstellen ausgebildet. Das Gebiss des Kleinen Igeltenreks besteht aus insgesamt 32 Zähnen, innerhalb der Tenreks ist es somit das am stärksten reduzierte und ein auffälliger Unterschied zum Großen Igeltenrek. Die Zahnformel lautet: {\displaystyle {\frac {2.1.3.2}{2.1.3.2}}}. Im vorderen Gebiss fehlen charakteristische Diastemata. In der oberen Zahnreihe überragt der innere Schneidezahn den Eckzahn, im Unterkiefer ist der Eckzahn etwa von gleicher Größe wie der zweite Schneidezahn, der wiederum den ersten an Höhe übertrifft. Alle vorderen Zähne besitzen zusätzliche Höckerchen an den Zahnkronen. Die letzten beiden Prämolaren ähneln den Molaren, der vordere Prämolar ist dagegen eher einfach gebaut. Die Molaren haben analog zu den anderen Tenreks ein zalambdodontes Kauflächenmuster bestehend aus drei Haupthöckern. Sie sind in ihrer Größe stark reduziert, so dass in der oberen Zahnreihe der letzte Prämolar den größten Zahn darstellt.

### Skelettmerkmale
Die Wirbelsäule besteht aus 7 Hals-, 15 bis 16 Brust-, 6 bis 7 Lenden-, 2 Kreuzbein- und 8 bis 9 Schwanzwirbel. Der Bewegungsapparat besitzt einige Anpassungen an die baumkletternde Lebensweise. Am Oberarmknochen zeichnet sich ein eher runder und weniger gestreckter Gelenkkopf ab. Die Elle ist eher langschmal und nicht so kurz und breit wie bei grabenden Tenreks. Auch zeigt sich das Olecranon, der obere Gelenkfortsatz der Elle, nicht so stark ausgedehnt wie etwa bei den Streifentenreks (Hemicentetes), es nimmt etwa 16 % der gesamten Knochenlänge ein. Die Handwurzelknochen sind kurz, es treten abweichend von den grabenden Streifentenreks keine Verwachsungen auf, was möglicherweise die Mobilität der Hand beim Klettern erhöht. Dagegen sind die Mittelhandknochen eher langgestreckt, was auch in einen vergleichsweise gestreckten ersten Strahl resultiert. Die Hand ist somit besser zum Greifen von Zweigen geeignet. Wie bei anderen Kletterern auch enden die Finger in kurzen und stark gebogenen Krallen. Die Besonderheit der Fortbewegung des Kleinen Igeltenreks in den Bäumen bedingt es, dass das Fußgelenk hochmobil gebaut ist. Erreicht wird dies etwa durch sehr flache Knöchel oder durch einige Besonderheiten des Sprungbeins wie nur flache Knochenrippeln an der Sprungbeinrolle oder einen gleichmäßigen Übergang zum Hals beziehungsweise eine eher mittige Lage des Sprungbeinkopfes.

## Verbreitung und Lebensraum

Verbreitung des Kleinen Igeltenreks

Der Kleine Igeltenrek ist auf Madagaskar endemisch verbreitet. Sein Lebensraum umfasst die trockenen Laubwälder im Westen und die sehr trockenen Dornwälder im Südwesten. Er kommt außerdem in offenen Graslandschaften mehrere Kilometer entfernt von Wäldern sowie in anthropogen gestalteten Offenlandschaften vor. Im Westen stellt der zum Fluss Tsiribihina die Nordgrenze des Vorkommens dar, im Südosten ist die Art bis zur Region Andohahela an den westlichen Ausläufern des Anosyenne-Gebirges nachgewiesen. Untersuchungen in den Trockenwäldern seit dem Ende der 1990er Jahre erbrachten Belegen des Kleinen Igeltenreks an rund 20 verschiedenen Fundlokalitäten, bedeutend ist unter anderem das Waldgebiet von Kirindy. Hier ergaben Analysen zur Habitatnutzung, dass die Tiere eher dichte Wälder, die wohl einen gewissen Schutz vor Beutegreifern wie Greifvögel bieten, und außerdem auch Gebiete mit einer gewissen Krautschicht und somit höherem Nahrungsangebot bevorzugen. Die Höhenverbreitung reicht bis etwa 1300 m. Innerhalb der einzelnen Fundlokalitäten gilt der Kleine Igeltenrek als relativ häufig.

## Lebensweise

### Territorial- und Sozialverhalten

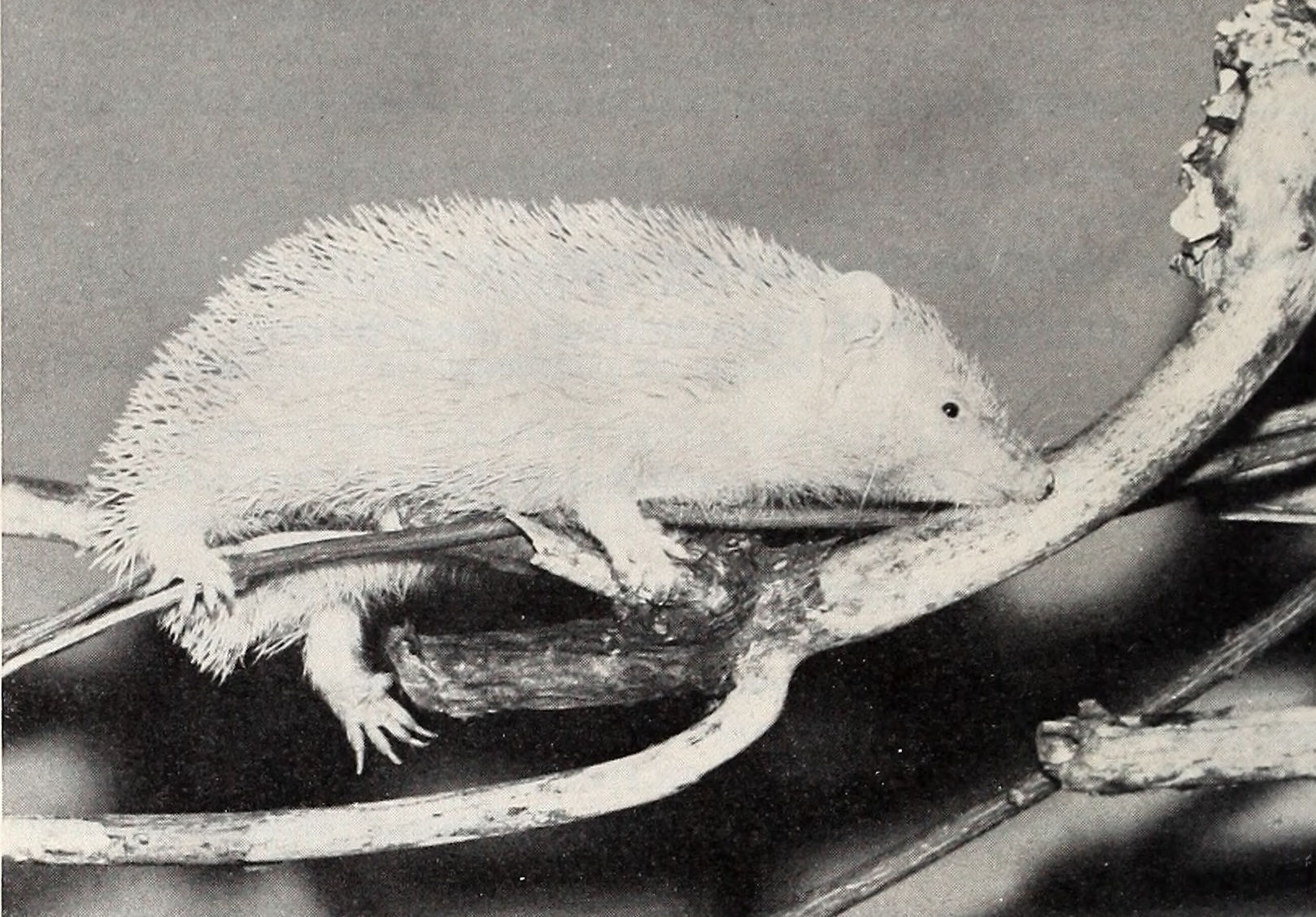
Kleiner Igeltenrek kletternd im Geäst

Die Lebensweise des Kleinen Igeltenreks ist relativ gut untersucht, viele Beobachtungen wurden aber an Tieren in menschlicher Gefangenschaft getätigt. Der Kleine Igeltenrek ist nachtaktiv, seine Aktivitätszeiten beginnen bereits gegen 15:00 Uhr, zwischen 18:00 und 22:00 Uhr wird ein erstes Maximum erreicht, dem ein zweites nach Mitternacht folgt. Danach sinkt die Aktivität kontinuierlich bis etwa 06:00 Uhr ab und die Ruhezeit setzt ein, die bis etwa Mittag andauert. Insgesamt ist der Kleine Igeltenrek so 14 Stunden am Tag aktiv und ruht die restlichen zehn Stunden. Den Tag beziehungsweise die Ruhephase verbringen die Tiere in Baumhöhlen 3,5 bis 6 m über dem Erdboden, unter umgefallenen Bäumen oder in Höhlen im Wurzelwerk. In den Unterschlüpfen befinden sich Nester aus Pflanzenmaterial wie Blätter oder Gras, das von den Tieren mit dem Maul herantransportiert wird. Zum Schlafen rollen sie sich zu einer engen Kugel zusammen. Neben dem zyklischen Tagesablauf besteht ein spezieller Jahresrhythmus, da die Tiere in der Trockenzeit (Mai bis September, was dem Südwinter entspricht), wenn das Nahrungsangebot reduziert ist, in einen täglichen Starrezustand (Torpor) fallen, die Phase hält je nach äußeren Umständen drei bis fünf Monate an. Am Boden bewegen sie sich im Kreuzgang vorwärts und treten dabei mit dem gesamten Fuß auf (Sohlengang). Beim schnellen Lauf kann sich der Kleine Igeltenrek aber auf die Zehen stellen. Er ist ein geschickter Kletterer und erklimmt Bäume. Die Hände und Füße umgreifen dabei die Äste und Zweige und die kurzen, stark gebogenen Krallen fungieren als Steigeisen, so dass er ähnlich den Eichhörnchen mit dem Kopf voran abwärts klettern kann. Auf steilen, rauen Flächen wird zudem der kurze Schwanz zum Abstemmen eingesetzt. Beim Klettern lösen die Tiere bedächtig ihre Hände und Füße vom Untergrund. Sie sind auch in der Lage, sich nur mit den Hinterfüßen haltend an einen Ast zu hängen. Besonders der Fuß ist stark eindrehbar, so dass der Kleine Igeltenrek auch in schwierigem Gelände vorankommt. Möglicherweise unterstützen auch spezielle Drüsen an den Füßen, die ein Sekret ausstoßen, die kletternde Fortbewegung und sichern die Tiere vor dem Abrutschen. Neben dem Klettern vermag der Kleine Igeltenrek auch mit alternierenden Bewegungen der Gliedmaßen zu schwimmen. Die Orientierung im Geäst erfolgt teilweise schnüffelnd über den Geruchssinn oder mit Hilfe klickender Zungenlaute, die eine einfache Echoortung unterstützen. Die so erzeugten Laute haben eine Frequenz von 7 bis 17 kHz und dauern zwischen 0,1 und 1,8 ms an. In diesem Bereich liegt auch die höchste Sensibilität für das Hörvermögen des Kleinen Igeltenreks.

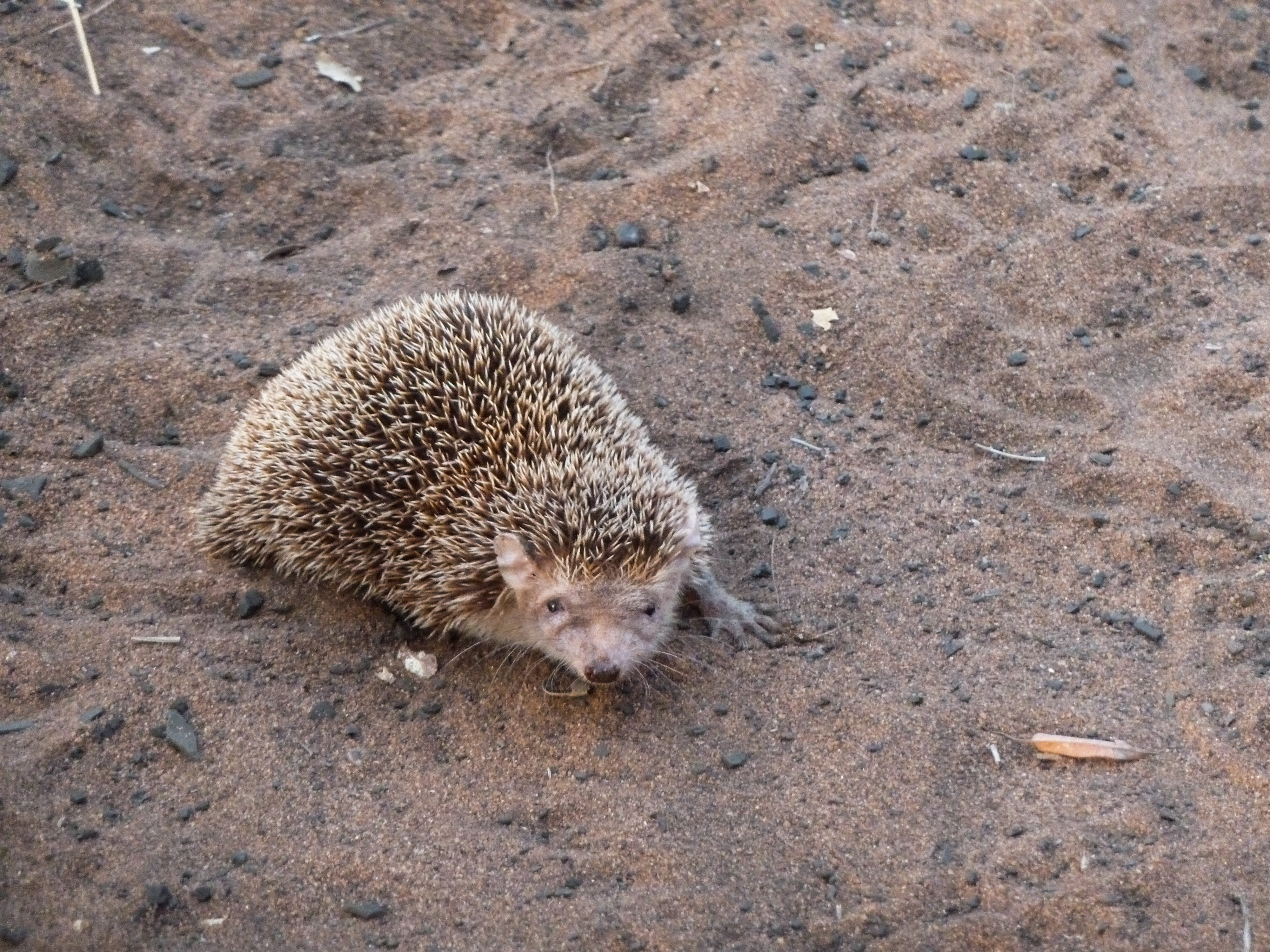
Kleiner Igeltenrek

Die Sozialorganisation des Kleinen Igeltenreks ist weniger komplex als bei den Streifentenreks (Hemicentetes). Er ist meist einzelgängerisch mit Ausnahme von Mutter-Jungtier-Gruppen. Unter Umständen finden sich aber während der Torporphase mehrere Individuen in einem Unterschlupf. Begegnungen zwischen männlichen Tieren verlaufen häufig aggressiv. Nach anfänglichem Beschnüffeln attackieren sich diese anschließend mit Kopfstößen, was verbunden ist mit dem Aufrichten der Stacheln, besonders der über den Augen. Unterlegene Tiere rollen sich vollständig in eine Kugel ein. Die Handlungen gehen einher mit Zungenklicks ähnlich den Echoortungslauten, möglicherweise unterstützen sie Lokalisation des Gegenübers. Eher selten tritt ein geöffnetes Maul wie beim Großen Tenrek (Tenrec ecaudatu) als Drohgebärde auf, dafür ist häufiger ein Zähneknirschen zu vernehmen, das wohl Angriffslust signalisiert. Die Lautkommunikation besteht darüber hinaus aus verschiedenen Tönen, die meist bei Störungen ausgestoßen werden. Sie reichen von hohen Pieplauten bei Jungtieren bis zu tschilpenden Tönen und einem „putt-putt“-Ruf bei ausgewachsenen Tieren. Die innerartliche Kommunikation erfolgt weiterhin über den Geruchssinn. Dabei markiert der Kleine Igeltenrek bestimmte Stellen mit Kot und Urin. Bemerkenswert sind bei der Defäkation durchgeführte rhythmische Bewegungen der Körpermuskulatur, wodurch die Stacheln bewegt und aneinander gerieben werden und so einen tiefen Klang erzeugen. Die Lautbildung erinnert an die Stridulation der Streifentenreks und tritt auch bei der Partnerwerbung auf, ihr genauer Sinn ist unbekannt. Ein auffälliges Verhalten besteht in dem sich Bespritzen mit fremden Gerüchen etwa mit Urin fremder Tiere, das mit eigenen Duftsekreten vermischt und mit den Vorderfüßen kratzend verteilt wird. Ähnliches ist auch von Igeln belegt. Zum weiteren Komfortverhalten gehört neben dem Kratzen auch das „Gesichtwaschen“ durch reibende Bewegungen mit beiden Vorderfüßen gleichzeitig.

### Ernährung und Energiehaushalt
Der Kleine Igeltenrek nimmt vorwiegend tierische Nahrung zu sich, nach Untersuchungen von in Gefangenschaft lebenden Individuen umfasst die hauptsächliche Beute Insekten wie Heuschrecken, Heimchen, Tagfalter, Eulenfalter und Mehlkäfer, aber auch Regenwürmer. Darüber hinaus verzehrten sie auch kleine Wirbeltiere, unter anderem Frösche und neugeborene Mäuse, sowie Innereien. Pflanzliche Produkte verschmähen sie weitgehend. Die Nahrung wird überwiegend allein gesucht, mit dem Geruchssinn aufgespürt und mit dem Maul ergriffen sowie langsam zerkaut. Die Vorderfüße spielen bei der Manipulation der Beute nur eine geringe Rolle, werden aber manchmal zur Zerkleinerung von Insekten eingesetzt. Teilweise erbrechen die Tiere ihre Nahrung als durchmischte breiige Masse wieder und verschlingen sie erneut, was teilweise auch von den Streifentenreks bekannt ist und möglicherweise mit zu hastiger Nahrungsaufnahme und nachträglicher Umsortierung im Magen zusammenhängen könnte. Die täglich verzehrte Nahrungsmenge ist weitaus geringer als etwa bei den hoch spezialisierten Streifentenreks, bei gut zuträglicher Nahrung benötigt der Kleine Igeltenrek zwischen 3,6 und 7,1 % der eigenen Körpermasse, umgerechnet gut 9,5 bis 14,2 g. Wasser nimmt der Kleine Igeltenrek eher selten zu sich, seine Nieren sind darauf spezialisiert Urin in gewissen Mengen anzureichern, was wichtig für das Überleben in trockenen Landschaften ist. Nach einer langen Trockenperiode kann ein Tier aber bis zu 10 % seines Körpergewichtes an Wasser aufnehmen.
Wie bei vielen anderen Tenreks auch zeichnet sich der Kleine Igeltenrek durch eine instabile Körpertemperatur aus. Sie schwankt bei aktiven Tieren zwischen 21,9 und 31,2 °C bei Außentemperaturen von 14 bis 32 °C, extreme Werte liegen bei 18,4 und 36,2 °C. Es besteht dabei eine Abhängigkeit von den äußeren Bedingungen, zudem folgt die Körpertemperatur auffällig dem Aktivitätszyklus. Die höchsten Werte werden in den späten Nachmittags- und frühen Abendstunden sowie kurz nach Mitternacht erreicht, wenn die Tiere ihre intensivsten Aktivitäten zeigen. Während dieser Zeit regulieren die Tiere ihre Körpertemperatur aktiv. In den frühen Morgenstunden, also zur Zeit der relativen Inaktivität, fällt die Körpertemperatur stark ab, dann erfolgt weitgehend keine Regulierung mehr. Einen ähnlichen zyklischen Verlauf über den Tag zeigen die Atem- und die Herzschlagfrequenz. Bei Außentemperaturen von weniger als 15 °C wird der Kleine Igeltenrek lethargisch und fällt in einen Torpor. Dieser ist in der Zeit des Südwinters deutlich intensiver. Dann beginnt er schon kurz nach Mitternacht und hält für 12 bis 18 Stunden an, bei einigen beobachteten Individuen währte er ununterbrochen bis zu vier Tage lang. In Einzelfällen kann die Körpertemperatur dann auch unter die Werte der Außentemperatur fallen. Unter kontrollierten Versuchsbedingungen zeigte sich, dass der Kleine Igeltenrek zu jeder Jahreszeit täglich in einen Torpor verfällt. Im Sommer bei schwankenden Außentemperaturen nutzt er passiv die steigenden Umgebungstemperaturen zur Körpererwärmung und zum Austritt aus der Starrephase. Dies läuft synchron zwischen den einzelnen Individuen ab. Im Gegensatz dazu erwachen die Tiere im Sommer bei stabilen Außentemperaturen individuell und benötigen mehr Eigenenergie. Im Winter, unabhängig von stark oder wenig schwankenden Temperaturen der Umgebung, dauert der Torper länger und die Tiere erwachen mehr oder weniger gleichzeitig. Demnach ist der Zeitpunkt für den Austritt aus dem Toprer ein wichtiger Faktor, der bei zeitlicher Synchronität neben einer effektiveren Nahrungsaufnahme unter klimatisch günstigeren Bedingungen  auch intensivere Sozialbeziehungen ermöglicht.
Die Stoffwechselrate ist sehr gering und liegt bei nur 28 bis 35 % des Wertes, der bei gleich großen Säugetieren zu erwarten ist. Sie variiert ebenfalls über den Tagesverlauf. In Phasen hoher Beanspruchung wie bei der Fortpflanzung oder der Milchproduktion beispielsweise steigt sie zudem stark an. In dieser Phase haben Weibchen auch eine konstante Körpertemperatur, die unabhängig von der Außentemperatur ist und selten unter 32 °C abfällt. Verbunden mit beidem ist zusätzlich eine erhebliche Zunahme des Körpergewichts bei den Weibchen, teilweise um bis zu 100 g, was nur teilweise auf das Heranwachsen des Nachwuchses im Mutterleib zurückzuführen ist. Wahrscheinlich werden die hohen energetischen Kosten sowohl für die Entwicklung der Embryonen als auch der Produktion für Milch durch eine erhöhte Nahrungsaufnahme kompensiert. Daneben gibt es auch bei Männchen einen natürlichen Rhythmus einer schwankenden Körpermasse, die mit der winterlichen Torporphase zusammenhängt.

### Fortpflanzung

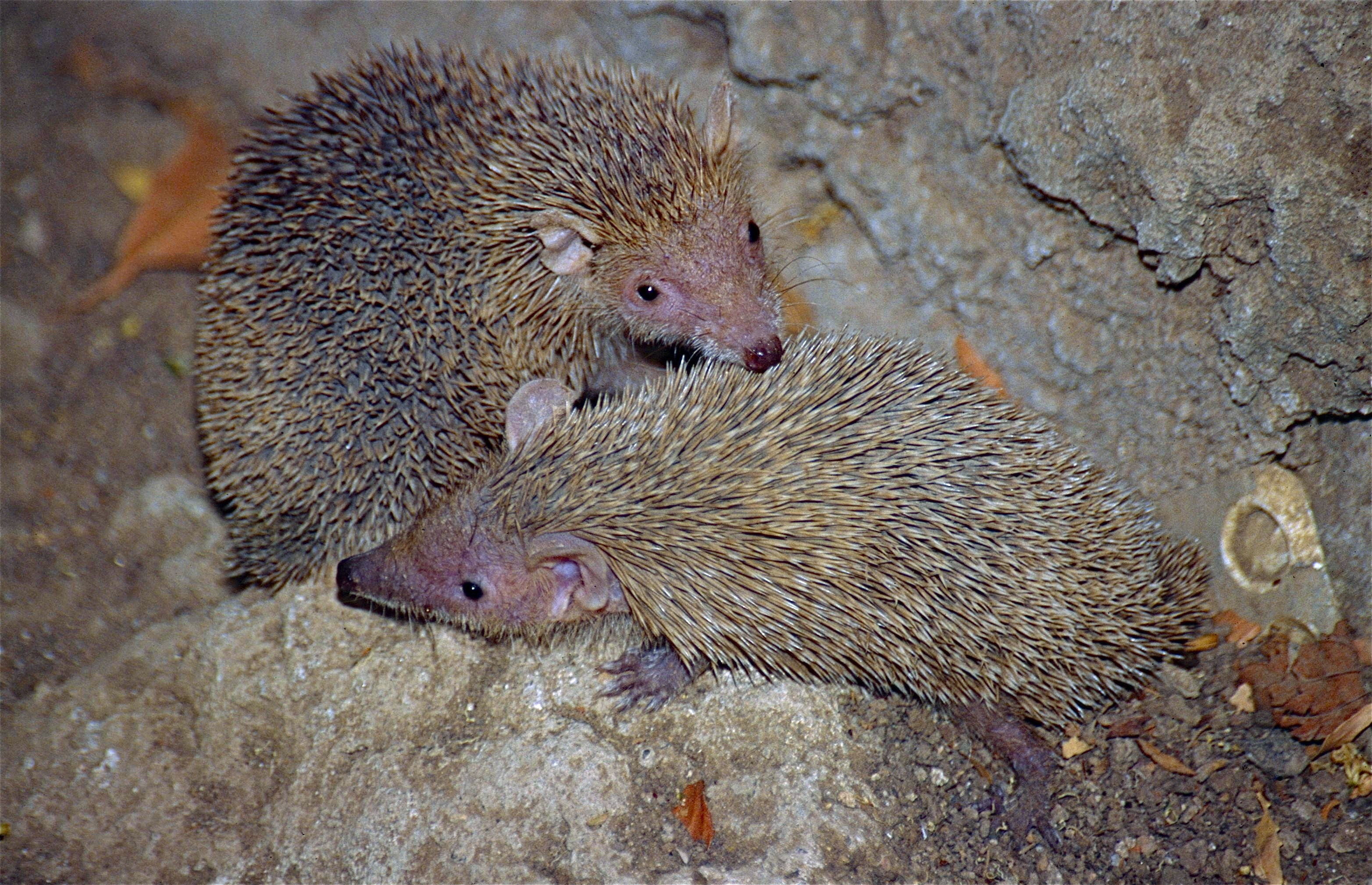
Zwei Kleine Igeltenreks

Die Fortpflanzung ist jahreszeitlich begrenzt und abhängig von den äußeren Bedingungen, dem damit verbundenen jährlichen Rhythmus der Aktivität beziehungsweise den Gewichtsveränderungen. Unter natürlichen Bedingungen erfolgt sie im Südsommer von November bis Januar, die Zeit ist aber in menschlicher Gefangenschaft steuerbar. Die Partnerwerbung beginnt kurz nach dem Ende der Torporphase und dauert drei bis vier Wochen an. Dabei teilt das Männchen Kopfstöße aus, beschnüffelt das Weibchen an verschiedenen Körperregionen wie Gesicht oder reibt seinen Körper an dem der Partnerin. Das Weibchen gibt teilweise zirpende Laute von sich. Begleitet wird der Paarungstanz auch vom Aufstellen der Körperstacheln. Beim Geschlechtsakt sitzt das Männchen auf dem Weibchen auf. Die gesamte Prozedur kann mehrere Stunden in Anspruch nehmen. Die Tragzeit wird teilweise mit 62 bis 66 Tagen angegeben, nach anderen Berichten beträgt sie auch weniger als 50 Tage. Untersuchungen aus dem Jahr 2007 zufolge variiert sie zwischen 50 und 79 Tagen, ihre Dauer verkürzt sich umso mehr je später sie in der Fortpflanzungssaison einsetzt. Während des Austragens des Nachwuchses reagiert das Weibchen sehr aggressiv auf Männchen. Eine Woche vor der Geburt beginnt das Weibchen, das Geburtsnest zu errichten, diese Tätigkeit kann sich bis nach der Geburt hinziehen.
Ein Wurf umfasst zwei bis zehn (durchschnittlich sieben) Jungtiere, zwischen dem ältesten und dem jüngsten Neugeborenen kann ein zeitlicher Abstand von bis zu 30 Stunden liegen. Die Jungen wiegen zwischen 3,8 und 9,6 g, gelegentlich auch über 10 g, wobei die besonders kleinen in der Regel die erste Woche nicht überleben. Der Nachwuchs kommt als Nesthocker unbehaart, blind und taub zur Welt, allerdings sind Vibrissen bereits ausgebildet und bis zu 6 mm lang. Die Jungen können bereits krabbeln und haben scharfe Krallen, die zum Festklammern geeignet sind. Dagegen ist die Befähigung sich in eine Kugel zu rollen innerhalb eines Wurfes unterschiedlich ausgeprägt. Umher krabbelnde Junge bringt die Mutter im Maul tragend zum Nest zurück. Vor allem in der ersten Woche ist ein starker Schutzinstinkt bei der Mutter vorhanden, die ihren Nachwuchs gegen Bedrohungen jedweder Art verteidigt. Die Individualentwicklung verläuft relativ schnell. Bereits nach vier Tagen ist der größte Teil des Körpers mit Borsten und Stacheln bedeckt. Die Augen öffnen sich nach sieben bis neun Tagen, mit zehn Tagen folgen die Jungen der Mutter zum Nesteingang. Ab dem 14. Lebenstag nehmen sie feste Nahrung zu sich, die Ohren öffnen sich rund einen Tag später. Die Entwöhnung der ersten Jungen beginnt am 19. Tag, der Prozess kann sich bei einigen Individuen jedoch noch bis zum 33. Tag andauern. Mit rund einem Monat sind die Jungtiere selbstständig. Die Geschlechtsreife tritt erst nach der nächsten Torporphase ein. Die Lebenserwartung in freier Wildbahn ist unbekannt, das höchste bekannte Alter eines Tieres in Gefangenschaft betrug 19 Jahre.

### Fressfeinde und Parasiten
Möglicherweise schützt das Stachelkleid und die Fähigkeit, sich bei Gefahr in eine Kugel einzurollen den Kleinen Igeltenrek stärker als andere Vertreter der Familie vor Fressfeinden, als Beutegreifer in den Trockenwäldern des westlichen Madagaskars kommt die Fossa in Betracht. Nach Untersuchungen von 114 Kotresten des Raubtiers im Waldgebiet von Kirindy erreicht der Kleine Igeltenrek einen Individuenanteil von 5,4 % und einen Biomasseanteil von 0,3 % im gesamten Beutespektrum. Äußere Parasiten stellen unter anderem Zecken dar, etwa Haemaphysalis, an inneren sind bisher Fadenwürmer wie Physaloptera, Kratzwürmer wie Promoniliformis und Bandwürmer wie Pseudanoplocephala nachgewiesen. Teilweise treten beim Kleinen Igeltenrek Knochenwachstumsstörungen in Form von Osteomalazien auf, die höchstwahrscheinlich durch die energiearme Insektennahrung der Tiere verursacht werden.

## Systematik
Der Kleine Igeltenrek ist eine Art aus der Gattung Echinops, die als monotypisch gilt. Art und Gattung stehen innerhalb der Familie der Tenreks (Tenrecidae) und formen zusammen mit dem Großen Tenrek (Tenrec ecaudatus) sowie dem Großen Igeltenrek (Setifer setosus) und den Streifentenreks (Hemicentetes) die Unterfamilie der Igeltenreks (Tenrecinae), eine der drei Hauptlinien der Tenreks. Hauptmerkmal der Igeltenreks ist ihr stacheliges Haarkleid. Dadurch unterscheiden sie sich von den anderen weichhaarigen Tenreks, die einerseits die sehr diversen Reiswühler (Oryzorictinae), andererseits die monotypischen Erdtenreks (Geogalinae) umfassen. Der Kleine Igeltenrek unterscheidet sich durch die stark reduzierte Zahnanzahl von allen anderen Mitgliedern der Familie, äußerlich ähnelt er dagegen dem Großen Igeltenrek. Die beiden Arten bilden laut molekulargenetischen Analysen Schwesterformen, sie stehen wiederum einer Klade, gebildet aus dem Großen Tenrek und den Streifentenreks gegenüber. Die Aufgabelung der Ursprungslinie des Kleinen und des Großen Igeltenreks erfolgte im Mittleren Miozän vor etwa 10,2 Millionen Jahren.
Die wissenschaftliche Erstbeschreibung von Art und Gattung erfolgte im Jahr 1838 durch William Charles Linnaeus Martin. Er bezog sich dabei auf ein rund 13 cm langes Individuum, dessen Herkunft er mit Madagaskar allgemein angab. Martin beschrieb das Tier äußerlich als den Igeln sehr ähnlich, mehr noch als den anderen Tenreks, allerdings wich der Gebissaufbau von ersteren markant ab. Auf die Ähnlichkeiten zu den Igeln spielt auch der wissenschaftliche Gattungsname Echinops an, der sich aus dem lateinischen Wort echinus für „Igel“ und dem griechischen Wort ὤψ (ōps) für „Gesicht“ zusammensetzt. Das Artepitheton telfairi ehrt William Telfair, ein Mitglied der Zoological Society of London. Dieser hatte bereits im Jahr 1833 in einem Brief an die Zoologische Gesellschaft ein ähnliches Tier vorgestellt. Das Individuum war aber nur 16 Tage alt gewesen und von Telfair daher als Jungtier des Großen Tenreks angesehen worden. Martin hingegen nahm an, dass es sich um ein Jungtier des Kleinen Igeltenreks handelte, nach anderen Autoren gehört es zum Großen Igeltenrek. Drei Jahre später stellte Martin seine neue Art in einem ausführlicheren Bericht genauer vor.
Die hohe Vielfalt in der Fellfärbung des Kleinen Igeltenreks führte im Laufe der Zeit zur Aufstellung weiterer Arten und Unterarten. So kreierte Alfred Grandidier im Jahr 1869 die Form Echinops mivarti, die sich durch eine geringere Körpergröße, eine schwärzliche Tönung und durch kurze Stacheln hervortat. Das Typusexemplar stammt aus der Nähe von Toliara im Südwesten von Madagaskar. Mehr als zwei Dekaden darauf schuf Oldfield Thomas die Unterart Echinops telfairi pallescens. Die untersuchten Exemplare waren im südlichen Madagaskar gesammelt worden und zeichneten sich durch weißgefärbte Stachelspitzen aus. Wiederum auf Gabriel Petit geht Ericulus telfairi nigrescens zurück, er benannte die Unterart 1931. Grundlage bildete ein Individuum aus der Region um Morombe im Südwesten der Insel. Es wurde durch einen allgemein größeren Körperbau charakterisiert, während die Stacheln am Rücken in der oberen Hälfte schwarz und in der unteren rauchig braun erschienen. Alle drei Formen sind heute identisch mit dem Kleinen Igeltenrek.

## EchinopsoderSetifer– forschungsgeschichtliche Aspekte

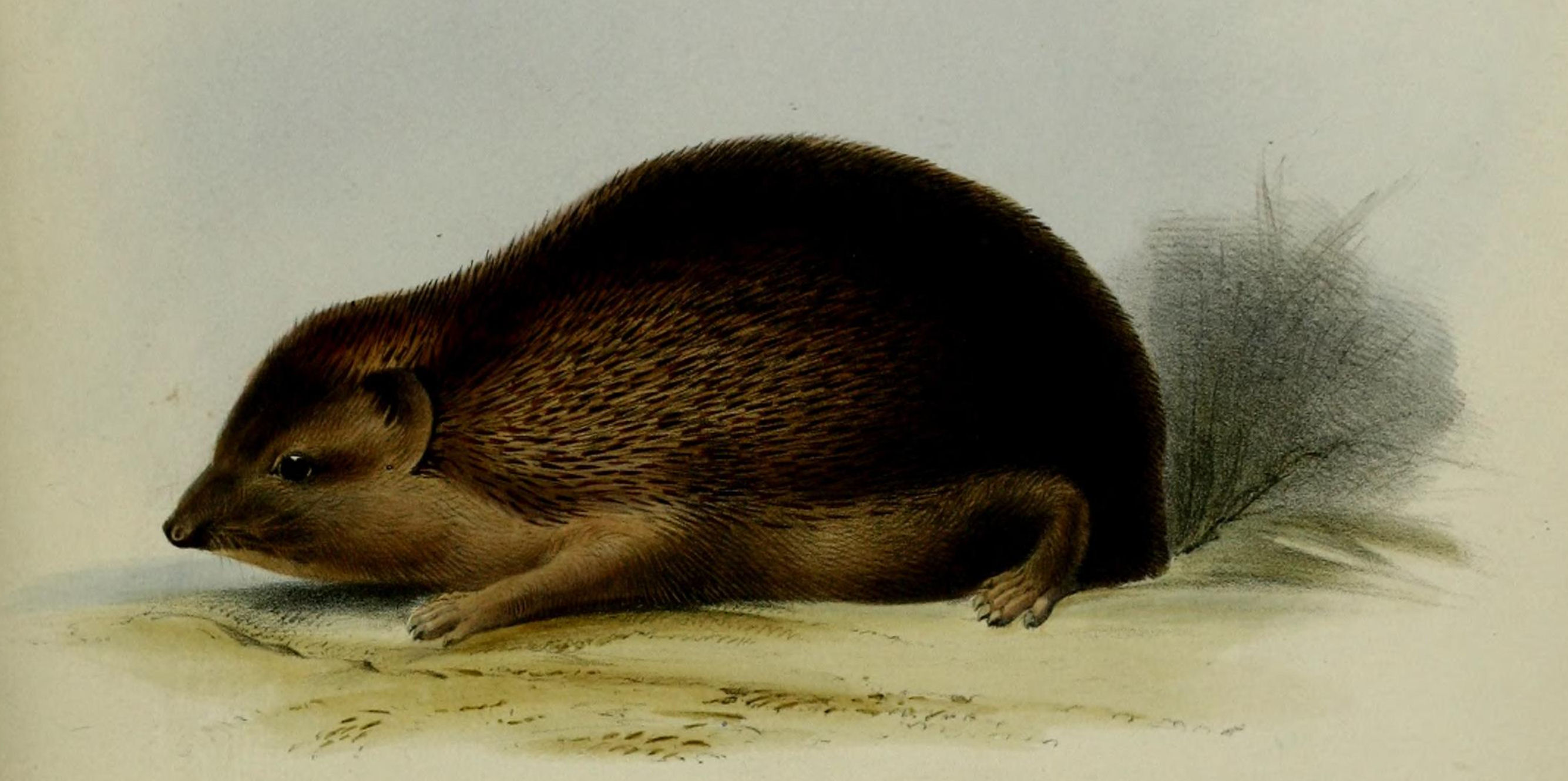
Zeichnerische Darstellung des Kleinen Igeltenreks aus William Charles Linnaeus Martins Beschreibung von 1841

Bereits 1753 hatte Carl von Linné in seinem Referenzwerk Species Plantarum den Gattungsnamen Echinops für die Kugeldisteln vergeben. Dies veranlasste Johann Andreas Wagner im Jahr 1841 die Bezeichnung Echinogale für den Kleinen Igeltenrek zu kreieren. Zwar wurde dies darauf folgend unter anderem von Wilhelm Peters aufgegriffen, doch stieß die Einführung eines neuen Gattungsnamens weitgehend auf Ablehnung. Der Name stellt heute ein Synonym für Echinops als Tiergattung dar. Darüber hinaus war die Eigenständigkeit der Gattung Echinops im Verlauf des 19. und des 20. Jahrhunderts mehrfach Gegenstand des wissenschaftlichen Disputes. Häufig wurde sie mit Setifer beziehungsweise dessen Synonymform Ericulus gleichgestellt. Fredericus Anna Jentink ging im Jahr 1879 soweit, dass er den Kleinen Igeltenrek als identisch mit dem Großen einstufte. Er begründete den Schritt mit dem Holotyp des Kleinen Igeltenreks, der seiner Meinung nach ein nicht ausgewachsenes Exemplar des Großen Igeltenreks darstelle. Hinweise darauf stellten für ihn die geringe Körpergröße und die fehlenden dritten Mahlzähne dar. Diese Auffassung übernahm wenige Jahre später auch George Edward Dobson  in seiner klassischen Abhandlung über Insektenfresser. Oldfield Thomas widersprach dem allerdings 1892 und wies dem Kleinen Igeltenrek erneut einen Artstatus zu. Dabei hob er nicht nur den abweichenden Gebissaufbau, sondern auch die unterschiedlich gestalteten Krallen hervor, die beim Kleinen Igeltenrek im Verhältnis viel kürzer und schmaler sind als beim Großen. Anfang des 20. Jahrhunderts lehnte Wilhelm Leche eine Trennung der beiden Gattungen voneinander ab, er sah in dem abweichenden Gebissaufbau mit unterschiedlicher Zahnanzahl eine graduelle Veränderung vom Großen zum Kleinen Igeltenrek hin. Das konnte Max Kollmann im Jahr 1913 nicht bestätigen, er verwies erneut auf die schon von Thomas vorgetragenen Argumente, zusätzlich führte er neben einzelnen Schädelmerkmalen auch Unterschiede im Aufbau der Stacheln auf. Bei Echinops sind diese von einem hexagonalen Ornament ähnlich von Bienenwaben bedeckt, das auch bei Setifer vorkommt, hier aber weniger markant ist. Kollmann gab darauf folgend eine detaillierte Analyse der beiden Gattungen Echinops und Setifer (Ericulus) ab. Eine erneute Zusammenfassung der beiden Gattungen fand 1930 statt, allerdings trennte Gabriel Petit sie 1931 unter Nennung aller vorgenannten Merkmale auf der Ebene der Untergattung auf. In der Folgezeit wurden Echinops und Setifer in der Regel als eigenständig geführt.

## Stammesgeschichte
Es sind vereinzelt subfossile Reste des Kleinen Igeltenreks überliefert. Bedeutende Funde kamen in der Ankilitelo-Höhle am Südrand des Mikoboka-Plateau nördlich von Toliara im südwestlichen Madagaskar zum Vorschein. Die Höhle zeichnet sich durch eine reichhaltige Fauna aus und wird seit 1994 wissenschaftlich untersucht. Dabei konnten neben verschiedenen Primaten auch Fleder- und Nagetieren sowie wenigstens ein halbes Dutzend Arten an Tenreks geborgen werden. Der Kleine Igeltenrek ist mit mehreren Kieferresten belegt. Das Alter der Funde beträgt etwa 510 bis 630 Jahre. Zusätzliche Reste der Tenrekart wurden in der Andrahomana-Höhle im äußersten Südosten Madagaskars dokumentiert. Die Höhle, die schon seit dem Ende des 19. Jahrhunderts als Fossilspeicher bekannt ist, liegt eingebettet in den Eolianit-Aufschlüssen der Steilküste und enthält ebenfalls ein ungemein reiches Fossilmaterial. Dieses deckt den Zeitraum der letzten rund 8.700 Jahre ab. Während die Ankilitelo-Höhle zum heutigen Verbreitungsgebiet des Kleinen Igeltenreks gehört, befindet sich die Andrahomana-Höhle an dessen östlichem Rand. Beide Fundregionen werden durch trockene Klimate gekennzeichnet, wobei für letztere auch noch ein gewisser Einfluss der feuchten Bedingungen des östlichen Madagaskars bemerkbar ist.

## Bedrohung und Schutz
Der Kleine Igeltenrek ist weit verbreitet, die Population wird demnach als relativ groß angesehen. Zudem kommen die Tiere auch mit durch Menschen veränderten Landschaften zurecht. Laut IUCN sind keine Bedrohungen bekannt, sie listet die Art darum als „nicht gefährdet“ (least concern). Lokal kann die Holzentnahme einen gewissen Einfluss auf die Bestände haben. Der Kleine Igeltenrek kommt in mehreren Schutzgebieten vor, so unter anderem im Nationalpark Andohahela.
Mit rund einem Dutzend deutschen Zoos ist der Kleine Igeltenrek der mit sehr großen Abstand am häufigsten gehaltene Vertreter der Tenreks in der deutschen Zoolandschaft. Insbesondere kleine und mittelgroße Einrichtungen zeigen und züchten die Art. Auch im übrigen Europa ist sie relativ häufig in zoologischen Parks präsent.